# Amin (imię)
Amin — imię męskie pochodzenia arabskiego. Oznacza „godny zaufania” lub „prawdomówny”. Nosił je szósty kalif abbasydzki.
Amin imieniny obchodzi 2 czerwca.
Znane osoby noszące imię Amin:
- Amin Maalouf — pisarz libański tworzący w języku francuskim, laureat Nagrody Goncourtów